# Thủy triều Trái Đất
Thủy triều Trái Đất (Tên tiếng Anh: Earth tide, solid Earth tide, crustal tide, body tide, bodily tide, land tide) là sự dịch chuyển bề mặt đất rắn do lực hấp dẫn của Mặt Trăng và Mặt Trời gây ra. Thành phần chính của nó có biên độ ở cấp mét và kéo dài trong chu kỳ khoảng 12 giờ và lâu hơn. Các thành phần lớn nhất của triều Trái Đất là bán nhật triều, nhưng cũng có những sự đóng góp quan trọng khác của nhật triều, bán niên triều và triều hai tuần một lần. Mặc dù lực hấp dẫn gây ra triều Trái Đất và thủy triều đại dương là như nhau, nhưng các phản ứng thì hoàn toàn khác nhau.

## Lực sinh triều
Phần lớn của lực sinh triều là từ Mặt Trăng nhưng lực sinh triều từ Mặt Trời cũng giữ vị trí quan trọng. Các hình ảnh dưới đây cho thấy lực sinh triều mặt trăng khi Mặt Trăng xuất hiện ngay trên 30° vĩ bắc (hoặc 30° vĩ nam). Mô hình này cố định với vùng màu đỏ hướng thẳng về phía (hoặc hướng thẳng ra xa) Mặt Trăng. Màu đỏ cho biết là kéo lên, màu xanh là kéo xuống. Ví dụ, nếu Mặt Trăng ở ngay trên 90° kinh tây (hoặc 90° kinh đông), các khu vực màu đỏ có tâm nằm ở phía tây bán cầu bắc, ở phía trên mé bên phải. Ví dụ, nếu Mặt Trăng ở ngay trên 90° kinh tây (90° kinh đông), tâm của các vùng màu đỏ là 30° vĩ bắc, 90° kinh tây và 30° vĩ nam, 90° kinh đông và tâm điểm của dải màu xanh lam cách xa đều nhau từ những điểm đó. Tại vĩ độ 30°, một đỉnh cao mạnh xảy ra một lần mỗi ngày mặt trăng, tạo ra một lực lớn mỗi ngày tại vĩ độ đó. Dọc theo đường xích đạo hai đỉnh (và hai đáy) có kích thước bằng nhau, tạo ra lực bán nhật triều tại đó.

## Thành phần triều
Các thành phần chính tạo nên triều Trái Đất. Số liệu thực tế và liệt kê có thể chênh lệch.
| Bán nhật triều                    |                |             |                  |                    |
| Thành phần triều                  | Ký hiệu Darwin | Chu kỳ      | Biên độ dọc (mm) | Biên độ ngang (mm) |
| Bán nhật triều mặt trăng chính    | M2             | 12,421 giờ  | 384,83           | 53,84              |
| Bán nhật triều mặt trời chính     | S2             | 12,000 giờ  | 179,05           | 25,05              |
| Bán nhật triều elip mặt trăng lớn | N2             | 12,658 giờ  | 73,69            | 10,31              |
| Bán nhật triều mặt trăng mặt trời | K2             | 11,967 giờ  | 48,72            | 6,82               |
| Nhật triều                        |                |             |                  |                    |
| Thành phần triều                  | Ký hiệu Darwin | Chu kỳ      | Biên độ dọc (mm) | Biên độ ngang (mm) |
| Nhật triều mặt trăng mặt trời     | K1             | 23,934 giờ  | 191,78           | 32,01              |
| Nhật triều mặt trăng chính        | O1             | 25,819 giờ  | 158,11           | 22,05              |
| Nhật triều mặt trời chính         | P1             | 24,066 giờ  | 70,88            | 10,36              |
|                                   | φ1             | 23,804 giờ  | 3,44             | 0,43               |
|                                   | ψ1             | 23,869 giờ  | 2,72             | 0,21               |
| Nhật triều mặt trời               | S1             | 24,000 giờ  | 1,65             | 0,25               |
| Dài hạn                           |                |             |                  |                    |
| Thành phần thủy triều             | Ký hiệu Darwin | Chu kỳ      | Biên độ dọc (mm) | Biên độ ngang (mm) |
| Mặt trăng hai tuần một lần        | Mf             | 13,661 ngày | 40,36            | 5,59               |
| Mặt trăng hàng tháng              | Mm             | 27,555 ngày | 21,33            | 2,96               |
| Mặt trời bán niên                 | Ssa            | 0,50000 năm | 18,79            | 2,60               |
| Giao điểm mặt trăng               |                | 18,613 năm  | 16,92            | 2,34               |
| Mặt trời cả năm                   | Sa             | 1,0000 năm  | 2,97             | 0,41               |